# Hormurus ochyroscapter
Espèce
Hormurus ochyroscapter est une espèce de scorpions de la famille des Hormuridae.

## Distribution
Cette espèce est endémique du Queensland en Australie. Elle se rencontre vers Reedybrook et Almaden.

## Description
Le mâle holotype mesure 47,0 mm.

## Publication originale
- Monod, Harvey & Prendini, 2013 : Stenotopic Hormurus Thorell, 1876 scorpions from the monsoon ecosystems of northern Australia, with a discussion on the evolution of burrowing behaviour in Hormuridae Laurie, 1896. Revue Suisse de Zoologie, vol. 120, no 2, p. 281-346 (texte intégral).